# Welterbe in Mauritius
Zum Welterbe in Mauritius gehören (Stand 2016) zwei UNESCO-Welterbestätten, beides Stätten des Weltkulturerbes. Mauritius hat die Welterbekonvention 1995 ratifiziert, die erste Welterbestätte wurde 2006 in die Welterbeliste aufgenommen. Die bislang letzte Welterbestätte wurde 2008 eingetragen.

## Welterbestätten
Die folgende Tabelle listet die UNESCO-Welterbestätten in Mauritius in chronologischer Reihenfolge nach dem Jahr ihrer Aufnahme in die Welterbeliste (K – Kulturerbe, N – Naturerbe, K/N – gemischt, (G) – auf der Liste des gefährdeten Welterbes).
| Bild             | Bezeichnung                      | Jahr | Typ | Ref. | Beschreibung                                  |
| ---------------- | -------------------------------- | ---- | --- | ---- | --------------------------------------------- |
| (weitere Bilder) | Aapravasi Ghat (Lage)            | 2006 | K   | 1227 | Lager für indische Einwanderer in Port Louis  |
| (weitere Bilder) | Kulturlandschaft Le Morne (Lage) | 2008 | K   | 1259 | Der Berg Le Morne Brabant mit seiner Umgebung |

## Tentativliste
In der Tentativliste sind die Stätten eingetragen, die für eine Nominierung zur Aufnahme in die Welterbeliste vorgesehen sind.
Derzeit (2016) ist eine Stätte in der Tentativliste von Mauritius eingetragen, die Eintragung erfolgte 2006. Die folgende Tabelle listet die Stätten in chronologischer Reihenfolge nach dem Jahr ihrer Aufnahme in die Tentativliste.
| Bild                            | Bezeichnung                     | Jahr | Typ | Ref. | Beschreibung |
| ------------------------------- | ------------------------------- | ---- | --- | ---- | ------------ |
| Black-River-Gorges-Nationalpark | Black-River-Gorges-Nationalpark | 2006 | N   | 5038 |              |